# Сен-Мало (округ)
Округ Сен-Мало (фр. Arrondissement de Saint-Malo) — округ у Франції, в департаменті Іль і Вілен. 2023 року округ об'єднував 68 муніципалітетів, населення становило 170 795 осіб.
Адміністративний центр (супрефектура) — Сен-Мало.

## Муніципалітети
Список муніципалітетів округу та їхні коди INSEE:
1. Баге-Морван (35009)
2. Баге-Пікан (35010)
3. Боннмен (35029)
4. Бруалан (35044)
5. В'є-В'єль (35354)
6. Денже (35094)
7. Дінар (35093)
8. Доль-де-Бретань (35095)
9. Еде-Базуж (35130)
10. Епіньяк (35104)
11. Ірель (35132)
12. Канкаль (35049)
13. Кардрок (35050)
14. Кебріак (35233)
15. Комбур (35085)
16. Кюген (35092)
17. Ла-Боссен (35017)
18. Ла-Буссак (35034)
19. Ла-Віль-е-Ноне (35358)
20. Ла-Гуеньєр (35122)
21. Ла-Ришарде (35241)
22. Ла-Френе (35116)
23. Ла-Шапель-о-Фільсмеан (35056)
24. Ланриган (35148)
25. Ле-Вів'є-сюр-Мер (35361)
26. Ле-Мініїк-сюр-Ранс (35181)
27. Ле-Тронше (35362)
28. Лез-Іфф (35134)
29. Лієме (35153)
30. Лонгольне (35156)
31. Лурме (35159)
32. Меній-Рок (35308)
33. Меяк (35172)
34. Міньяк-Морван (35179)
35. Мон-Доль (35186)
36. Плегенек (35226)
37. Плен-Фужер (35222)
38. Плерге (35224)
39. Плертюї (35228)
40. Плесде (35225)
41. Роз-Ландріє (35246)
42. Роз-сюр-Куенон (35247)
43. Сен-Бенуа-дез-Онд (35255)
44. Сен-Бріак-сюр-Мер (35256)
45. Сен-Бріє-дез-Іфф (35258)
46. Сен-Броладр (35259)
47. Сен-Гіну (35279)
48. Сен-Домінек (35265)
49. Сен-Жорж-де-Греень (35270)
50. Сен-Жуан-де-Гере (35284)
51. Сен (35248)
52. Сен-Кулом (35263)
53. Сен-Леже-де-Пре (35286)
54. Сен-Люнер (35287)
55. Сен-Мало (35288)
56. Сен-Маркан (35291)
57. Сен-Мелуар-дез-Онд (35299)
58. Сен-Пер (35306)
59. Сен-Сюльяк (35314)
60. Сен-Тюаль (35318)
61. Сужеаль (35329)
62. Тентеньяк (35337)
63. Тран-ла-Форе (35339)
64. Тревер'ян (35345)
65. Тремеек (35342)
66. Триме (35346)
67. Шатонеф-д'Іль-е-Вілен (35070)
68. Шеррюе (35078)